# Eparchia di Sliven

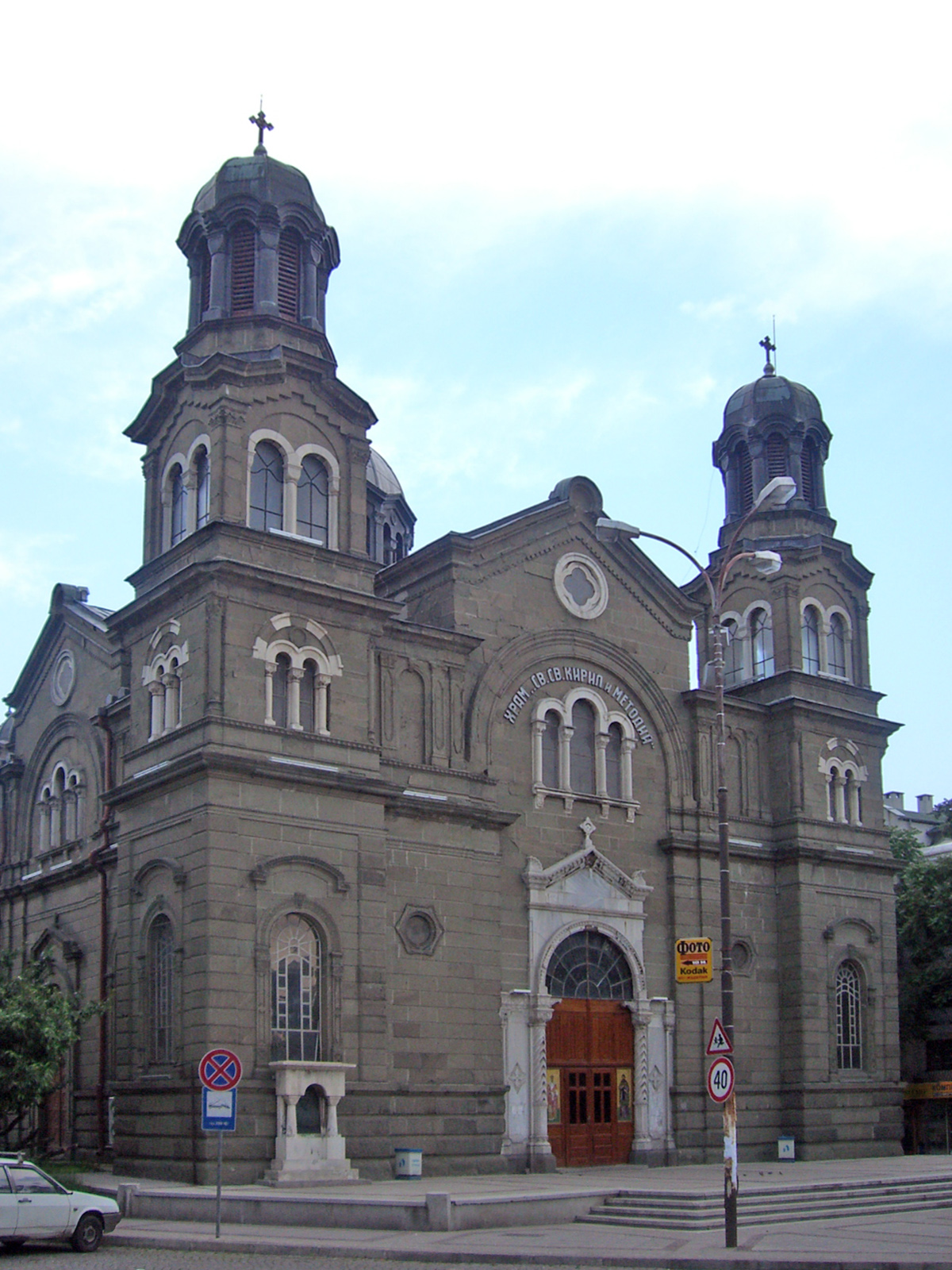
Cattedrale dei Santi Cirillo e Metodio

L'eparchia di Sliven (in bulgaro: Сливенска епархия) è un'eparchia della chiesa ortodossa bulgara con sede nella città di Sliven, in Bulgaria, presso la cattedrale di San Demetrio. A Burgas si trova la cattedrale dei Santi Cirillo e Metodio. L'eparchia è stata eretta il 28 febbraio 1870, con l'istituzione dell'esarcato bulgaro da parte del sultano Abdul Aziz, conta attualmente 360 chiese e 8 monasteri ed è divisa in sette vicariati: Sliven, Burgas, Yambol, Karnobat, Elhovo, Malko Tărnovo e Kotel.